# Satureja xalapensis
Satureja xalapensis là một loài thực vật có hoa trong họ Hoa môi. Loài này được Benth. miêu tả khoa học đầu tiên.